# Орти
Орти (итал. Orti) је насеље у Италији у округу Верона, региону Венето. 
Према процени из 2011. у насељу је живело 436 становника. Насеље се налази на надморској висини од 14 м.